# Diecezja Malang
Diecezja Malang – rzymskokatolicka diecezja w Indonezji. Powstała w 1927 jako prefektura apostolska. Podniesiona do rangi wikariatu apostolskiego w 1939. Diecezja od 1961.

## Biskupi diecezjalni
- Biskupi Malang 
  - bp Henricus Pidyarto Gunawan, O. Carm. (od 2016)
  - Bp Herman Joseph Sahadat Pandoyoputro, O. Carm. (1989–2016)
  - Bp Francis Xavier Sudartanta Hadisumarta, O. Carm. (1973–1988)
  - Bp Antoine Everardo Giovanni Albers, O. Carm. (1961–1973)
- Wikariusze apostolscy  Malang  
  - Bp Antoine Everardo Giovanni Albers, O. Carm. (1939–1961)
- Prefekci apostolscy  Malang  
  - O. Antoine Everardo Giovanni Albers, O. Carm. (1935–1939)
  - O. Clemente van der Pas, O. Carm. (1927–1935)